# Bulbul oreillard
Pycnonotus penicillatus
Espèce
Statut de conservation UICN

 NT  : Quasi menacé
Le Bulbul oreillard (Pycnonotus penicillatus) est une espèce de passereaux de la famille des Pycnonotidae.

## Répartition
Cet oiseau se trouve dans les montagnes du Sri Lanka.
C'est un oiseau des régions boisées (jungles ou plantations). Malgré son habitat réduit, il est largement répandu dans les Horton Plains et le parc Victoria à Nuwara Eliya. Il construit son nid dans les buissons.

## Description
Il mesure environ 20 centimètres de long et a une longue queue. sa partie dorsale est vert -olive, sa partie ventrale jaune. Le sommet de la tête est gris et il a une touffe de plumes jaunes au niveau des oreilles et une tache jaune sous les yeux. Il a une touffe de plumes blanches au niveau des yeux et la gorge est aussi blanche.
Les sexes sont semblables ; le plumage des jeunes est plus terne que celui des adultes.

## Comportement
Il vole en zigzag.

## Alimentation
Il se nourrit de fruits et d'insectes.